# Zahorany (obwód grodzieński)
Zahorany (biał. Загаране, Zaharanie; ros. Загоране, Zagoranie) – wieś na Białorusi, w obwodzie grodzieńskim, w rejonie świsłockim, w sielsowiecie Porozów.

## Historia
W dwudziestoleciu międzywojennym leżały w Polsce, w województwie białostockim, w powiecie wołkowyskim, do 30 grudnia 1922 w gminie Święcica, następnie w gminie Porozów. W 1921 miejscowość liczyła 47 mieszkańców, zamieszkałych w 10 budynkach, wyłącznie Polaków. 44 mieszkańców było wyznania prawosławnego i 3 rzymskokatolickiego.
Po II wojnie światowej w granicach Związku Sowieckiego. Od 1991 w niepodległej Białorusi.